# 인신보호율
인신보호율(人身保護律, Habeas Corpus Act)은 영국의 국왕 찰스 2세 때에 발포된 법률이다. 1660년 왕정복고에 의하여 옹립된 찰스 2세가 반동적이고도 의회를 무시하는 천권적(擅權的) 처사가 많았기 때문에 이에 대항한 의회측이 발포하였다. 그 내용은 함부로 체포·투옥하는 것을 금하며, 대역범(大逆犯)을 제외한 피구금자는 법정 기간내에 재판을 받을 것, 이를 무시한 재판관은 엄벌에 처할 것 및 국왕일지라도 이를 변경시키지 못한다는 것 등으로 기본적 인권을 규정한 것이다. 영국 국민의 기본적 권리의 이념(理念)은 마그나카르타 이래 권리청원, 심사율(審査律) 등 상당히 이전부터 존재하고 있었던 것으로 이 인신 보호율에 이르러 특별히 새로운 원칙이 수립된 것은 아니나, 불법 구금을 철저히 방지하고 인권 보장의 구체적 절차를 명확히 규정함으로써 전통적 원리를 재확인하고 철저화하려 했다는 점은 중대한 의의를 갖는다.

## 배경
찰스 2세의 친 가톨릭 정책과 전제정치의 강화로 인해 위협을 느낀 의회가 이에 대응하기 위하여 제정한 법으로 심사법과 인신보호법이 있는데, 심사법은 1673년에 제정되었고, 인신보호법은 1679년에 제정되었다. 이후 찰스 2세 재위시기에 정당 정치가 시작되었는데, 다음 재위를 이을 제임스 2세를 믿어보자는 토리당과 제임스 2세는 분명 의회를 위협할 것이므로 믿을 수 없다는 휘그당으로 분열되었다. 그 결과, 토리당의 승리로 제임스 2세가 왕위를 이었는데, 휘그당의 예상대로 제임스 2세는 전제정치를 했고 가톨릭의 부활을 시도했다. 이 과정에서 제임스2세가 심사법과 인신보호법을 폐지하려는 시도를 하자, 제임스 2세는 의회에 의해 폐위되었고, 의회가 왕녀 메리와 그의 남편 윌리엄을 공동왕으로 추대하는 명예혁명이 일어났다.

## 같이 보기
- 마그나 카르타
- 권리청원
- 권리장전 (영국)